# Coll de Lluç
El coll de Lluç és un coll de carretera (la N-116 francesa) del terme municipal de Santa Llocaia, de l'Alta Cerdanya, en territori del poble de Lluç.
Està situat a 1.333 metres d'altitud, al nord de Lluç i al nord-est de Santa Llocaia, prop de l'extrem sud-oriental de l'enclavament de Llívia. És just a llevant de l'aeròdrom de Santa Llocaia, a l'extrem nord-est de la Serra de Santa Llocaia, quan la carretera abandona l'altiplà de Sadolla per baixar cap a la vall de la Ribera d'Er.